# Terrence Jennings
Terrence Jennings (* 28. Juli 1986 in Alexandria) ist ein US-amerikanischer Taekwondoin. Er startet in der Gewichtsklasse bis 68 Kilogramm.
Jennings nimmt seit dem Jahr 2003 an internationalen Wettkämpfen teil und sammelte bei kontinentalen Meisterschaften erste Erfahrungen. Zwischen 2007 und 2009 studierte er in seiner Heimatstadt am Northern Virginia Community College und erzielte mehrere Erfolge bei Collegemeisterschaften. Der Durchbruch in die internationale Spitze gelang ihm schließlich im Jahr 2011. Bei den Panamerikanischen Spielen in Guadalajara gewann er mit Bronze seine erste Medaille bei großen Titelkämpfen. In Gyeongju bestritt er zudem seine erste Weltmeisterschaft, schied jedoch in seinem Auftaktkampf aus. Erfolgreich verlief hingegen das amerikanische Olympiaqualifikationsturnier in Santiago de Querétaro. Jennings gewann den entscheidenden Kampf um den dritten Platz und qualifizierte sich für die Olympischen Spiele 2012 in London, nachdem er sich im Vorfeld bereits mannschaftsintern gegen Mark Lopez durchgesetzt hatte.
In London unterlag Jennings direkt in der Vorrunde dem späteren Olympiasieger Servet Tazegül. In der Hoffnungsrunde setzte er sich gegen den Ukrainer Hryhorij Hussarow mit zwei zu drei Punkten durch. Daher durfte er im Kampf um die Bronzemedaille gegen den Brasilianer Diogo da Silva antreten. Er bezwang ihn mit fünf zu acht Punkten und gewann somit die Bronzemedaille.